# Dryopteris wantsingshanica
Dryopteris wantsingshanica är en träjonväxtart som först beskrevs av Ren-Chang Ching och K. H. Shing, och fick sitt nu gällande namn av Li Bing Zhang. Dryopteris wantsingshanica ingår i släktet Dryopteris och familjen Dryopteridaceae. Inga underarter finns listade.